# Phitsanulok
Phitsanulok (en tailandés: พิษณุโลก) es una importante ciudad histórica en la zona baja del norte de  Tailandia y es la capital de la provincia de Phitsanulok, que se extiende a lo largo de la frontera con Laos. 
Phitsanulok fue fundada hacia el año 1400, y es una de las ciudades más antiguas de Tailandia. En ella nació el rey Naresuan, quien liberó al país de la dominación por Burma a finales del siglo XVI, y también nació aquí su hermano y sucesor el rey Ekathosarot (Sanphet III). Siendo un punto de cruce de las rutas entre las regiones del norte y centro del país, siempre ha tenido importancia por razones políticas y estratégicas, y fue motivo de disputas numerosas veces a lo largo de los siglos. Phitsanulok fue capital de Tailandia durante 25 años durante el reinado del rey Boromma Trailokanat de Ayutthaya. Inicialmente la ciudad ubicada sobre la ribera del río Nan, fue un pequeño emplazamiento Jemer denominado Song Kwae, antes de que el río Khwae Noi cambiara su curso en el siglo XI.  Phitsanulok también fue un centro provincial del Imperio de Angkor durante el período de Angkor.

## Geografía

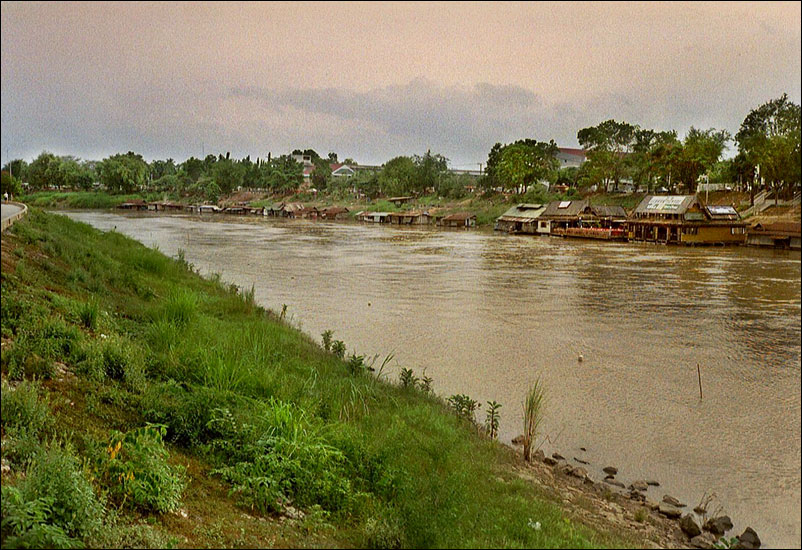
Río Nan

La provincia de Phitsanulok se encuentra en el norte de Tailandia. Phitsanulok está a unos 377 km al norte de Bangkok. La provincia de Phitsanulok abarca 10,815 km², o el 6.4 % de la superficie del norte de Tailandia y el 2.1 % de la superficie de Tailandia. El norte se encuentra adyacente a Uttaradit y Loa. El sur es adyacente a Phichit. El este se encuentra vecino a Loei y Phetchabun. Por el oeste limita con Kamphangphet y Sukothai.
En la región de Phitsanulok hay numerosas cascadas, bosques y cavernas. Su zona noroeste son tierras altas. Posee importantes atractivos turísticos tales como la cascada Kaeng Sopha, Phu Hin Rong Kla y Phu Soi Dow. En el sur el paisaje se compone de planicies a la vera de los ríos Yom y Nan que conforma el más importante distrito agrícola de la provincia de Phitsanulok.